# Lasswellov model komuniciranja
Lasswellov model komuniciranja opisuje dejavnost komunikacije, pri čemer definira, kdo je kaj sporočil, kaj je bilo sporočeno, preko katerega kanala je bilo sporočeno, komu je bilo sporočeno in s kakšnim učinkom je bilo sporočeno. Mnogi komunikologi in strokovnjaki s področja odnosov z javnostmi štejejo model za »enega izmed prvih in najvplivnejših komunikacijskih modelov«. Model je razvil ameriški politolog in komunikolog Harold Lasswell leta 1948, ko je bil profesor na Pravni fakulteti Univerze Yale. V svojem članku z naslovom »Struktura in funkcija komunikacije v družbi«, Lasswell zapiše:
Primeren način opisa dejanja komunikacije so odgovori na naslednja vprašanja:
- Kdo
- kaj sporoči
- preko katerega kanala
- komu
- s kakšnim učinkom [3]